# Mesomima tenuifascia
Mesomima tenuifascia är en fjärilsart som beskrevs av Holland 1893. Mesomima tenuifascia ingår i släktet Mesomima och familjen mätare. Inga underarter finns listade i Catalogue of Life.